# K.u.k. Dragonerregiment „Kaiser Franz I.“ Nr. 1

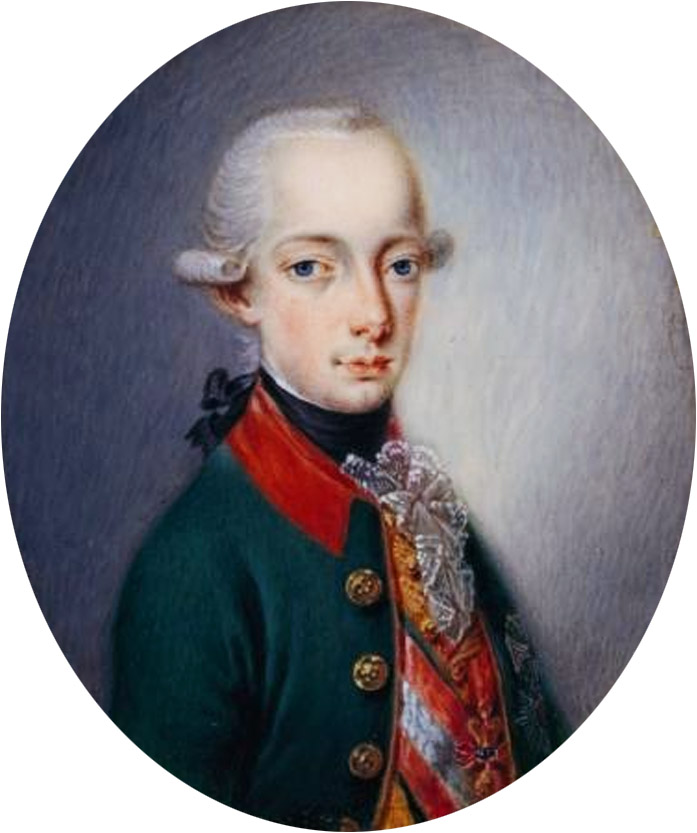
Der Namensgeber, Kaiser Franz I. noch als Erzherzog

Der Verband war als „Zweites Carabinier-Regiment Althan“ in der Österreichisch-Habsburgischen Armee aufgestellt worden und bestand noch als Dragonerregiment „Kaiser Franz I.“ Nr. 1 in der k.k. bzw. Gemeinsamen Armee innerhalb der Österreichisch-Ungarischen Landstreitkräfte bis zum Ende des Ersten Weltkrieges.
Bis zum Jahre 1798 wurden die Regimenter nach ihren jeweiligen Regimentsinhabern (die nicht auch der Kommandant sein mussten) benannt. Eine verbindliche Regelung der Schreibweise existierte nicht. (z. B. Regiment Graf Serbelloni – oder Regiment Serbelloni.) Mit jedem Inhaberwechsel änderte das betroffene Regiment dann auch seinen Namen.
Nach der Änderung des Systems 1798 galt vorrangig die nummerierte Bezeichnung, die unter Umständen mit dem Namen des Inhabers verbunden werden konnte. Hierbei erfolgte die Umbenennung in Kürassier-Regiment Nr. 1.
Der zuletzt geführte Name war dem Regiment auf immerwährende Zeit zugeteilt worden, desungeachtet wurden im Jahre 1915 alle Ehrennamen ersatzlos gestrichen. Der Verband hieß von da an nur noch Dragonerregiment Nr. 1 (Dies ließ sich in der Praxis jedoch nicht durchsetzen, einerseits weil sich niemand daran hielt, andererseits weil die sehr sparsame k.u.k. Militärverwaltung angeordnet hatte, zunächst alle noch vorhandenen Formulare und Stempel aufzubrauchen!).

## Namensgleiche Verbände
- Von 1798 bis 1802 führte das spätere Ulanen-Regiment Nr. 6 die Bezeichnung  Dragonerregiment Nr. 1.
- Von 1802 bis 1860 führte das spätere Dragoner-Regiment Nr. 9 die Bezeichnung  Dragonerregiment Nr. 1.
- Von 1860 bis 1867 führte das spätere Dragoner-Regiment Nr. 13 die Bezeichnung  Dragonerregiment Nr. 1.

## Formationsgeschichte
- Am 1. November 1768 wurde das Regiment aus den Karabinier Kompanien der Kürassier-Regimenter Trautmannsdorff, Caramelli (Nr. 2), de Ville, Carl Pálffy, den Grenadier-Kompanien der Dragoner-Regimenter Savoyen (Nr. 13), Batthyány (Nr. 10), Liechtenstein, Hessen-Darmstadt, Pfalz-Zweibrücken, Kolowrat, Jung-Modena, Bettoni  und dem Stab des aufgelösten Kürassier-Regiments Kleinholt als „Zweites Carabinier-Regiment Althann“ in Ödenburg aufgestellt.
- 1798 Umwandlung in Kürassierregiment Nr. 1
- 1802 erhielt das Regiment die Oberstlieutenants-Division des aufgelösten Kürassier-Regiments Anspach Nr. 11 zugeteilt
- 1867 wurde das Regiment unter der Beibehaltung der Nr. 1 in ein Dragonerregiment umgewandelt.

### Ergänzungsbezirke
- Als Karabinier-Regiment wurde der Personalersatz  durch Abgaben aus den Regimentern Caramelli, Carl Pálffy, Trautmannsdorf, Savoyen, Batthyányi, Liechtenstein, Hessen-Darmstadt, Württemberg, Pfalz-Zweibrücken, Jung-Modena und Kolowrat  sichergestellt.
- 1781–1799: Alle Wehrbezirke aus dem deutschsprachigen Raum der Monarchie
- ab 1799: aus ganz Böhmen
- 1853: aus dem Werbebezirk des Infanterieregiments Nr. 18, von 1857 bis 1860 auch noch aus dem des Infanterieregiments Nr. 36 (Königgrätz, Jung-Bunzlau).
- 1860–68 noch zusätzlich aus dem Wehrbezirk des Infanterieregiments  Nr. 74 (Jitschin)
- 1883–89 aus den Wehrbezirken der Infanterieregimenter Nr. 18, 21, und 98 (Königgrätz, Tschaslau, Hohenmauth)
- Ab 1889 aus dem Bereich des IX. Korps (Josephstadt und Leitmeritz).

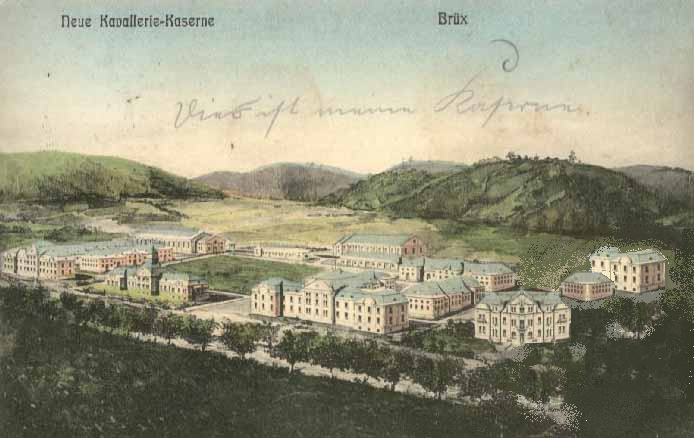
Kavallerie-Kaserne in Brüx

## Friedensgarnisonen
| I. | II. | III. |
| --- | --- | --- |
| - 1768 Ödenburg - 1771–78 Steinamanger - 1779 Brandeis - 1791 Prag, dann Steinamanger - 1792–93 Wien - 1797–99 Gaja - 1801 Steinamanger, dann Wien - 1803–05 Pécsvárad - 1806 Sárospatak und Gyöngyös - 1807–09 Miskolcz und Sárospatak - 1810–13 Nagy–Tapolcsán - 1814–15 Ungarisch-Brod | - 1816 Wels, dann Güns - 1818 Wien - 1819–48 Brandeis - 1849 Pest (Soroksár) - 1850 Alt-Bunzlau - 1853 Stuhlweißenburg - 1854 Chodorów, (Chodoriw) dann Nyíregyháza - 1855 Gyöngyös - 1856 Czegléd - 1859 Korneuburg | - 1859–60 Pressburg (St. Georgen) - 1861 Großwardein - 1865–66 Gyöngyös - 1866 Fünfkirchen - 1870 Prossnitz - 1871 Pardubitz - 1877 Theresienstadt - 1897 Stanislau - 1914 Brüx - 1914 Stab + 6. Esk.: Pardubitz (1914 verlegt von Brüx) – 1. + 4. Esk. Brüx – 2. Esk. Theresienstadt – 3.Esk. Josefstadt – 5. Esk. Bohdaneč |

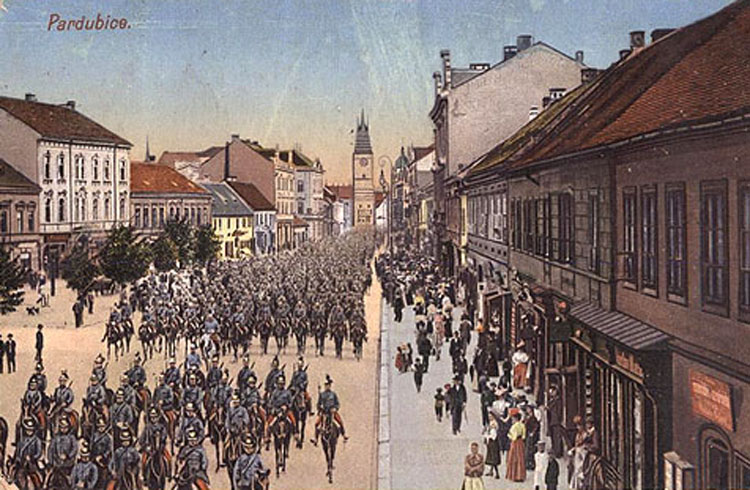
Einmarsch des Regiments in Pardubitz

## Regimentsinhaber
- 1768 Generalmajor Michael Graf Althann (Carabinier-Regiment Althann Nr. 2)
- 1770 Erzherzog Franz, Erbprinz v. Toskana, seit 1790 Kronprinz Franz
- 1792 Kaiser Franz II.
- 1798 Namensänderung in Kürassier-Regiment Nr. 1
- 1806 Kaiser Franz I. (nach Niederlegung der Kaiserwürde des Heiligen Römischen Reiches, Kaiser von Österreich)
- 1835 Kaiser Ferdinand I.
- 1848 Kaiser Franz Joseph
- 1888 erhielt das Regiment den Namen „Kaiser Franz“

### Regiments-Kommandanten
| I. | II. | III. |
| --- | --- | --- |
| - 1768 Oberst Ferdinand Graf Tige - 1773 Oberst Moriz Graf Kavanagh - 1783 Oberst Siegfried Freiherr von Kospóth - 1790 Oberst Rudolf Freiherr von Kölbel - 1795 Oberst Eugen von Monroe - 1797 Oberst Conrad Weber - 1800 Oberst Carl Freiherr von Favier du Noyer - 1805 Oberst Wilhelm von Motzen - 1809 Oberst Franz Graf Desfours - 1813 Oberst Carl von Wibbeking | - 1819 Oberst Emanuel Freiherr von Bretfeld zu Kronenburg - 1827 Oberst Egydius Freiherr von Taxis - 1831 Oberst Franz Freiherr von Esch - 1838 Oberst Joseph von Filo - 1845 Oberst Wilhelm Prinz zu Schwarzburg-Rudolstadt - 1849 Oberst Arthur Graf Segur–Cabannac - 1850 Oberst Felix Freiherr von Brüsselle - 1855 Oberst Carl Johann von Nostitz–Drzewiecki - 1861 Oberstlieutenant Hermann Freiherr von Ramberg - 1862 Oberst Joseph Kraus - 1863 Oberst Guido Villata von Vilatburg | - 1868 Oberst Ludwig Ritter von Müller - 1875 Oberst Julius Ritter Neumann von Spallart - 1880 Oberst Alexander von Szilley - 1887 Oberst Hugo Graf Wurmbrand–Stuppach - 1892 Oberstlieutenant/Oberst Carl Weiss von Weissenbruck, - 1897 Oberstlieutenant/Oberst Carl Tersztyánszky von Nádas, - 1903 Oberst Eduard Fischer - 1909 Oberst Maximilian Freiherr von Schnehen - 1913 Oberstlieutenant Artur Waraubek |

## Gefechtskalender

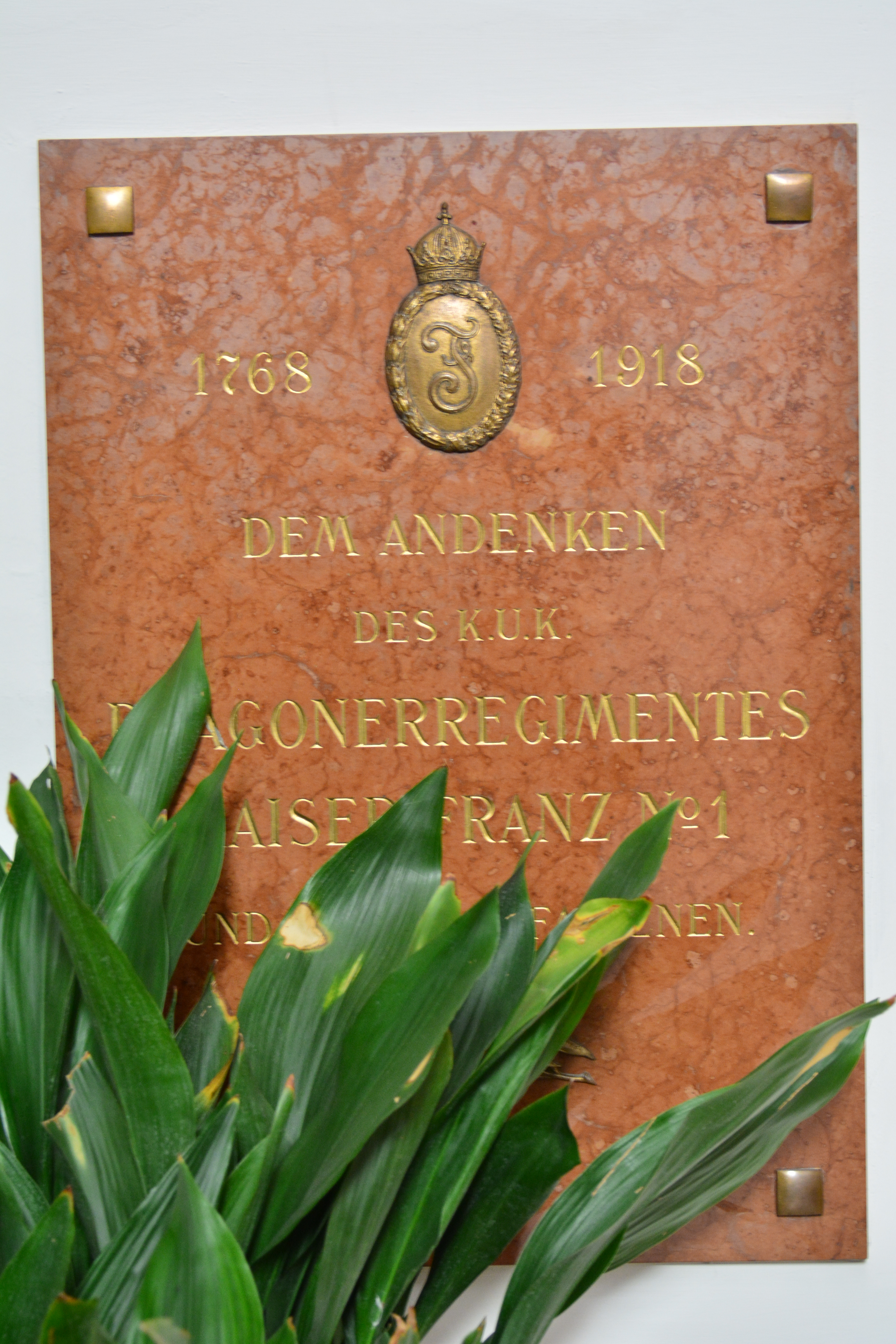
Gedenktafel in der Kapuzinerkirche in Wien

- 1778 stand das Regiment bei der Armee in Böhmen. Die Chevauxlegers-Division kämpfte bei Arnau
- 1779 Kämpfe der Chevauxlegers-Division bei Wartha.

- 1793 Kämpfe am Oberrhein. Teile des Regiments in Gefechten vor Landau. Einnahme der Weißenburger Linien. Die Chevaulegers–Division war währenddessen in die Niederlande abgeordnet und kämpfte  bei der Einnahme von Huy, bei Tirlemont, Neerwinden, Saultain, Menin und Orchies.
- 1794 Ein Detachement war an der Schlacht bei Kaiserslautern beteiligt, die Chevauxlegers-Division kämpfte vor Landrecies und bei Tournai.
- 1795 Kämpfe vor der Festung Mainz, eine Division führt ein Gefecht bei Trippstadt.
- 1796 Schlacht um Würzburg, die Chevauxlegers-Division war in den Gefechten bei Kuppenheim und Neuburg eingesetzt
- 1797 Nur die Chevauxlegers-Division in einem Gefecht bei Frankfurt am Main
- 1799 Kämpfe vor Mannheim, Teile des Regiments im Gefecht bei Knittlingen und Wiesloch.
- 1800 Nach der Schlacht bei Biberach, Rückzugsgefechte bei Eichen und Gutenzell. Schlacht bei Hohenlinden, Nachhutgefecht bei Salzburg
- 1805 Drei Divisionen nahmen an der Schlacht von Austerlitz teil, Rückzugsgefechte mit der Deckung des kaiserlichen Hoflagers durch die 3. Division
- 1809 Dem II. Reserve-Korps zugeteilt. Schlacht bei Eggmühl, Schlacht bei Aspern, Schlacht bei Wagram und  Schlacht bei Znaim

- 1813 Zunächst zwei Divisionen in der Schlacht um Dresden, dann das ganze Regiment im Gefecht bei Liebertwolkwitz und der Völkerschlacht bei Leipzig
- 1814 Kämpfe bei Troyes, la Ferté und Fére-Champenoise.

- 1815 Patrouillen- und Sicherungsdienste ohne Gefechtstätigkeit in Frankreich

Revolution von 1848/1849 im Kaisertum Österreich
- 1848 Eine Eskadron war bei der Unterdrückung der Unruhen in Prag eingesetzt. Die Oberstlieutenant-Division kämpfte unter Feldmarschall Windisch-Graetz und nahm an der Einnahme von Wien teil.
- 1849 bis zum Beginn des Sommerfeldzuges stand die Einheit in Wien, kämpfte dann in Ungarn  gegen die Truppen der Sezessionsregierung bei Szered, Pered (Tešedíkovo), in beiden Schlachten bei Komorn, danach bei Szőreg und Temesvár. Von den beiden anderen in Böhmen verbliebenen Divisionen wurde eine im September zur Belagerung von Komorn abgestellt.

Schlacht bei Königgrätz

- 1866 Vier Eskadronen  kämpften mit der Nordarmee in der Schlacht bei Königgrätz. Teile des Regiments führten ein Gefecht bei Tischnowitz.

Im Ersten Weltkrieg sahen sich die Kavallerie-Regimenter den unterschiedlichsten Verwendungen ausgesetzt. Zum Teil bestanden sie im Regimentsverband weiter, zum Teil wurden sie Eskadronsweise auf die Infanterie-Truppendivisionen, Korps- und Armeestäbe als sogenannte Divisionskavallerie aufgeteilt. (Sie versahen dort Dienste als Aufklärungs- und Meldereiter, sowie als Sicherungs-Detachements.) Die meisten der Regimenter mussten jedoch bald die Pferde abgeben (soweit sie noch welche hatten) und kamen danach zum infanteristische Einsatz. Ausgenommen hiervon waren die Regimenter der 4. Kavallerie-Truppendivision.

## Verbleib
Nach den schweren Verlusten an Personal und Pferden in den Kämpfen gegen Russland zu Beginn des Krieges wurde das Regiment im Jahre 1915 aufgelöst. Zusammen mit den Überresten anderer Kavallerie-Regimenter bildete das ehemalige Dragoner-Regiment Nr. 1 das neuerrichtete Kavallerieschützen-Regiment Nr. 9.

## Verbandszugehörigkeit und Status im Juli 1914
IX. Korps – 5. Kavallerie-Truppendivision – 9. Kavalleriebrigade
Nationalitäten: 48 % Tschechen – 46 % Deutsche – 6 % Sonstige
Regimentssprache: Tschechisch und Deutsch

## Uniformen des Regimentes
- 1768 Adjustierung als Carabinier – Regiment:

weißer Rock, pompadourrote Egalisierung, weiße Hosen und Knöpfe
- 1798  als Kürassier – Regiment:

weißer Rock, pompadourrote Egalisierung, weiße Hosen und Knöpfe
1850 weißer Waffenrock, dunkelrote Egalisierung, lichtblaue Pantalons, weiße Knöpfe
- 1868 als Dragoner – Regiment:

Lichtblauer Waffenrock, dunkelrote Egalisierung, krapprote Stiefelhosen, weiße Knöpfe

## Gliederung
Ein Regiment bestand in der Österreichisch-Ungarischen Kavallerie in der Regel ursprünglich aus drei bis vier (in der Ausnahme auch mehr) Divisionen. (Mit Division wurde hier ein Verband in Bataillonsstärke bezeichnet. Die richtige Division wurde Infanterie- oder Kavallerie-Truppendivision genannt.) Jede Division hatte drei Eskadronen, deren jede wiederum aus zwei Kompanien bestand. Die Anzahl der Reiter in den einzelnen Teileinheiten schwankte, lag jedoch normalerweise bei etwa 80 Reitern je Kompanie, bzw. 160 Reitern je Eskadron.
(Bei der, durch Kaiser Joseph II. begonnenen Heeresreform war die Kompaniegliederung innerhalb der Kavallerie aufgegeben worden.)
Die einzelnen Divisionen wurden nach ihren formalen Führern benannt:
- die 1. Division war die Oberst-Division
- die 2. Division war die Oberstlieutenant- (Oberstleutnant)-Division
- die 3. Division war die Majors-Division
- die 4. Division war die 2. Majors-Division
- die 5. Division (soweit vorhanden) war die 3. Majors-Division

Bedingt durch die ständige Umbenennung sind die Regimentsgeschichten der österreichisch-ungarischen Kavallerie nur sehr schwer zu verfolgen. Hinzu kommt die ständige und dem Anschein nach willkürliche, zu Teil mehrfache Umklassifizierung der Verbände. (Zum Beispiel: k.u.k. Dragonerregiment „Fürst zu Windisch-Graetz“ Nr. 14)
Im Zuge der Heeresreform wurden die Kavallerie-Regimenter ab 1860 auf zwei Divisionen reduziert.
- siehe: k.u.k. Dragoner